# دوسنا (آلاباما)
دوسنا (به انگلیسی: Docena) یک منطقهٔ مسکونی در ایالات متحده آمریکا است که در شهرستان جفرسون، آلاباما واقع شده‌است. دوسنا ۱۸۵٫۹۳ متر بالاتر از سطح دریا واقع شده‌است.